# 上帝羔羊樂團
上帝羔羊（英語：Lamb of God，有時寫作LoG），原名焚燒祭師（英語：Burn the Priest），是美國的重金屬樂團，1994年成立於維吉尼亞州里奇蒙。樂團目前成員為主唱蘭迪·布萊斯、兩位吉他手馬克·莫頓及威利·阿德勒、貝斯手約翰·坎貝爾和鼓手克里斯·阿德勒，他們被公認是美式金屬新浪潮的主要樂團之一，也是2010年代後最重要的金屬樂團之一。
自成立以來，樂團已發行了8張錄音室專輯、1張現場專輯、1張迷你專輯、1張精選輯、3張影像作品與2部紀錄片。樂團在美國的唱片總銷量將近200萬張，其中包括美國唱片業協會認證的兩張白金唱片和四張金唱片。樂團也獲得五次葛萊美獎提名，曾獲得金屬之鎚金神獎「最佳年度專輯獎」、「最佳國際樂團獎」和「最佳現場樂團獎」。他們經常是各大重型音樂節的頭條樂團，包括瓦肯音樂祭、奧茲音樂節、下載音樂節、音球音樂節、聲浪音樂節、混亂音樂節、浩瀚巡迴和大聲公園音樂節等。

## 歷史

### 組建與《焚燒祭師》（1994 - 1999年）
1990年，吉他手馬克·莫頓、鼓手克里斯·阿德勒和貝斯手約翰·坎貝爾組成了名為焚燒祭師的重金屬樂團，三位成員是在就讀維吉尼亞聯邦大學時結識的。不久後，馬克·莫頓為了完成碩士學位而離開樂團。克里斯·阿德勒與約翰·坎貝爾找了艾貝·史匹爾代替馬克·莫頓的位置。接下來的五年，樂團在克里斯·阿德勒位於里奇蒙的房子及維吉尼亞州各地練團。1995年，他們發行了第一張同名試聽帶。之後他們以焚燒祭師的名義，分別與撒旦代理人和ZED錄製兩張拆分專輯。在推出三張試聽帶後，主唱蘭迪·布萊斯加入樂團。
1997年，馬克·莫頓回到樂團。1999年，他們以2500美元的錄製預算，由就在今日的主唱兼吉他手史蒂夫·奧斯汀製作。4月4日，由暴軍唱片發行第一張同名專輯《焚燒祭師》。樂團接著在賓夕法尼亞州費城舉行了首次演唱會。在艾貝·史匹爾離開樂團後，留下了一個吉他手的空缺。克里斯·阿德勒的弟弟威利·阿德勒成為樂團的吉他手。樂團並與義肢唱片簽約。由於一些表演場地的業者認為他們有個「惡魔」團名，樂團在某些場地被禁止表演。後來他們為了避免被外界認為是崇拜撒旦的樂團，改名為上帝羔羊。

### 《美式新教》與《燃燒聖殿》（2000 - 2003年）
在與唱片廠牌簽約並更改團名之後，樂團在2000年9月26日發行第二張專輯《美式新教》。美國線上音樂資料庫Allmusic的音樂評論家派翠克·甘迺迪將他們與蠱戮金屬樂團潘特拉相提並論，表示：「上帝羔羊的專輯充滿後潘特拉風格的音樂特色。《美式新教》是一棵參天大樹，讓美國金屬樂界的信念更加強韌，他們有力結合了1990年代的技術取向和1980年代強調即興重覆段結構的風格」。克里斯·阿德勒表示：「這是張經典專輯。我們將所有元素結合在一起，做出一張我們職業生涯裡最重要、最有感染力的專輯。我們很難被歸納到任何曲風，當時連我們自己都不知道——我們到底寫出了什麼音樂」。
接下來，樂團展開為期兩年的巡迴演唱會。2003年5月6日，發行第三張專輯《燃燒聖殿》。權威音樂雜誌《滾石》的音樂評論家柯克·米勒給了這張專輯三顆星的評價：「不同於其他受到滑結樂團曲風影響的樂團，他們傳達出另一股精心製作的金屬力量」。這張專輯獲得主流搖滾重金屬雜誌《左輪手槍》和權威重金屬雜誌《金屬之鎚》票選為「2003年度最佳專輯」。樂團參加美國音樂頻道MTV招牌金屬樂節目《甩頭客舞廳》舉辦的巡迴演唱會，期間錄製了一張收錄現場表演及紀錄片的影像作品《恐怖與浩劫》。這張作品在2004年1月13日發行後獲得亮眼的銷售成績，登上告示牌音樂影片排行榜第31名。

### 《夜的灰燼》（2004 - 2005年）

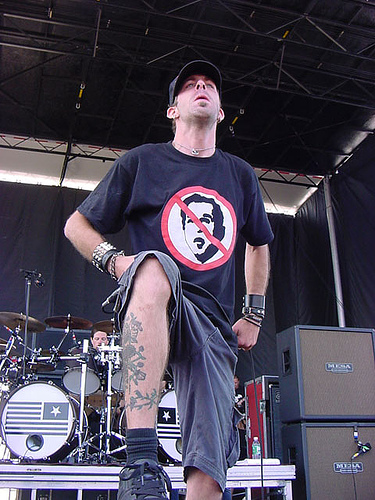
2004年，主唱蘭迪·布萊斯在奧茲音樂節的表演。

2004年8月31日，由新東家史詩唱片發行第四張專輯《夜的灰燼》，登上美國告示牌二百強專輯榜第27名，首週銷量超過3萬5千張。美國線上音樂資料庫Allmusic的音樂評論家強尼·路夫斯對這張專輯表示讚賞，他說：「看著他們，才發現如今的世道有多欠缺金屬魂。上帝羔羊朝著各個方向開火，以更精簡、更為時代的方式改變死亡金屬的節奏。他們平衡了力量、狂暴、傳統與技巧，完爆了那些濫竽充數的音樂」。專輯同名歌曲〈夜的灰燼〉與聖約吉他手亞歷克斯·斯科爾尼克、前麥加帝斯吉他手克里斯·波蘭共同合作。
2004年，樂團展開宣傳《夜的灰燼》的巡迴演唱會，並且登上奧茲音樂節。2005年參加了有聲有色音樂節巡迴演出。同時，《夜的灰燼》獲選為《左輪手槍》雜誌「年度最佳專輯」第二名，僅次於大隻佬樂團的專輯《利維坦》，另外收錄曲〈你安息吧〉獲選為「年度最佳音樂錄影帶」。巡演期間，樂團錄下演唱會現場實況，於2005年5月10日發行現場專輯與影像作品《猛爆現場特輯》。這張影像作品後來在2007年由美國唱片業協會認證為白金唱片。
2006年時，《夜的灰燼》中的收錄曲〈你安息吧〉，以翻唱版本出現在音樂遊戲《吉他英雄2》中。而原唱版本則出現在該遊戲系列2009年的續作《吉他英雄：世紀經典名曲》裡。同時在另一款音樂遊戲《搖滾樂團》裡，〈你安息吧〉原唱版本成為玩家可下載的內容。

### 《金屬聖典》（2006 - 2007年）

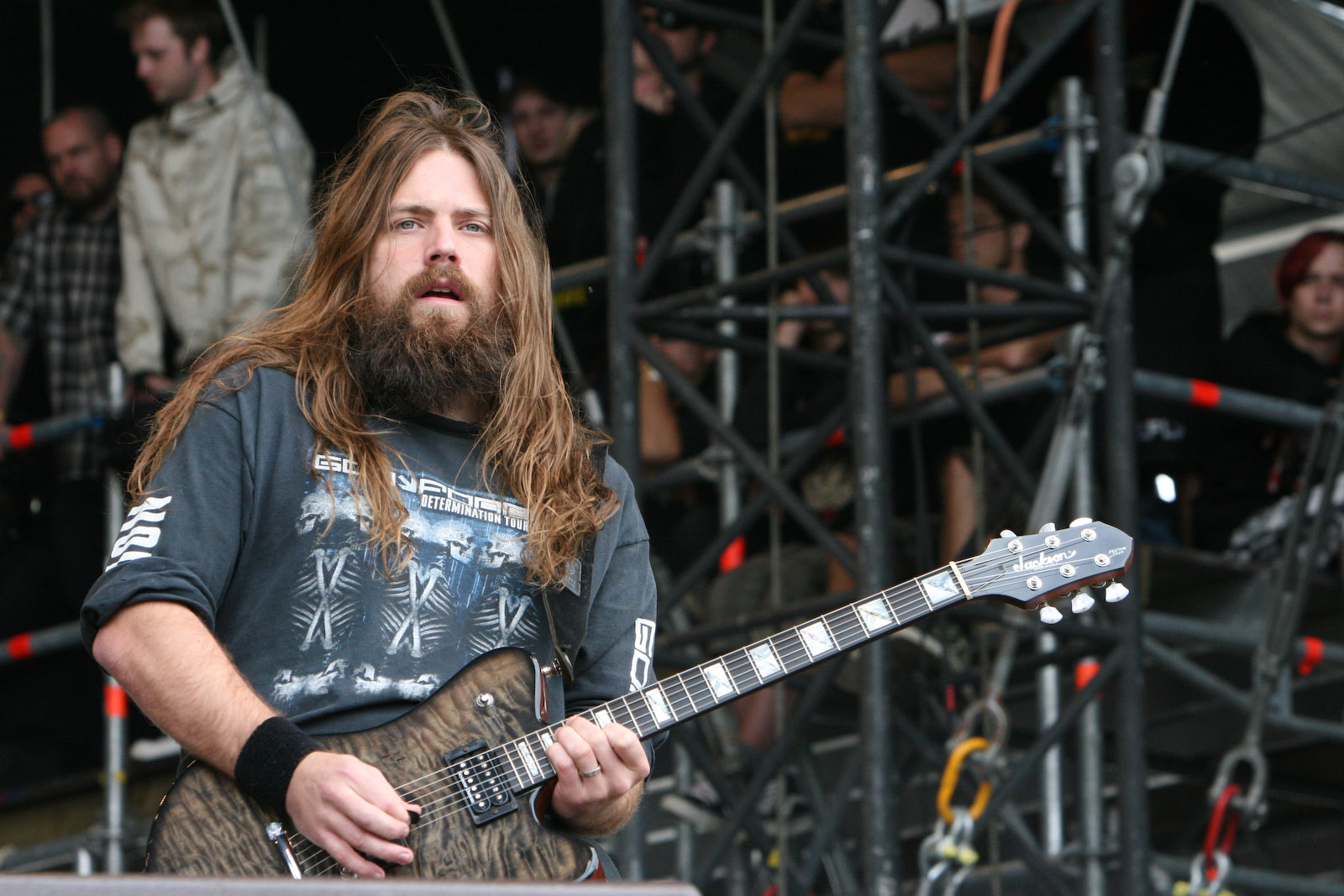
2007年，吉他手馬克·莫頓在泰山壓頂音樂節的表演。

2006年7月15日起，展開金屬聖典巡迴之旅，持續一年多，總計表演了237個場次。8月22日，發行第五張專輯《金屬聖典》。登上告示牌二百強專輯榜第8名，美國首週銷量將近6萬5千張，幾乎是上一張專輯《夜的灰燼》的翻倍成長。《金屬聖典》獲得普遍好評，英國《唱針雜誌》表示：「《金屬聖典》有目前最難忘的上帝羔羊歌曲，音樂上不會太油膩。他們演奏精準，且歌曲的即興重覆段及轉調十分平順」。美國多媒體評論網站《想像力遊戲網》將《金屬聖典》評價為「2006年最佳金屬專輯之一」美國音樂雜誌《攪拌機》形容這張為「一路狂飆的衝擊感，電吉他與鼓搭配得非常棒，顫音也變得更快速，上帝羔羊展現了更加靈活的音樂」。
接下來，樂團出現在各大音樂節中，表演新專輯的曲子。包括與超級殺手、大隻佬樂團、死神之子、烈焰邪神、泰德之鎚和神之血眼在北美和歐洲各地一同進行邪惡軸心世界巡迴演唱會，以及日本的大聲公園音樂節。也參加麥加帝斯所舉辦的浩瀚巡迴、登上奧茲音樂節主舞台、下載音樂節，並與終極殺戮、撒旦之作與惡靈駛者一同巡迴演出。期間與終極殺戮輪流擔任頭條樂團。2007年2月11日，上帝羔羊以〈死鄉巴佬〉獲得第49屆葛萊美獎「最佳金屬樂演奏獎」提名，不過最後敗給超級殺手的〈瘋人之眼〉。
雖然巡迴演出取得成功，但成員發生內部衝突。當時在蘇格蘭格拉斯哥演出後，樂團成員與工作人員們飲酒慶功。結果喝醉的蘭迪·布萊斯穿著蘇格蘭裙，用蘇格蘭口音對克里斯·阿德勒和馬克·莫頓開始挑釁辱罵。事態演成為肢體衝突，蘭迪·布萊斯和馬克·莫頓從巡迴巴士裡一直扭打到人行道上。最後蘭迪·布萊斯倒地，臉部受傷。不過他們仍照常舉行接續的演出行程，兩天後他們才和好如初。6月，樂團獲得金屬之鎚金神獎「最佳現場演出獎」。
2007年12月，樂團發行《金屬聖典：豪華製作版》，除了原來《金屬聖典》的內容外，再加入一張記憶光碟，收錄所有人聲、吉他、貝斯和鼓的音軌，讓購買者可以自行製作想要的歌曲內容。蘭迪·布萊斯表示：「你有時要做些特別的事情讓孩子去買專輯，而不是讓他們自行下載」。2008年，樂團決定休整一年，並開始創作下一張專輯的新作品。他們也開始尋找其他唱片公司負責美國海外市場的發行。克里斯·阿德勒表示，史詩唱片在美國「是最棒的」，但他們想要一間不同的唱片公司負責海外發行。2008年5月1日，樂團將海外市場的唱片發行權簽給走鵑唱片。

### 《與我同墜地獄》與《怒犯天條》（2008 - 2009年）

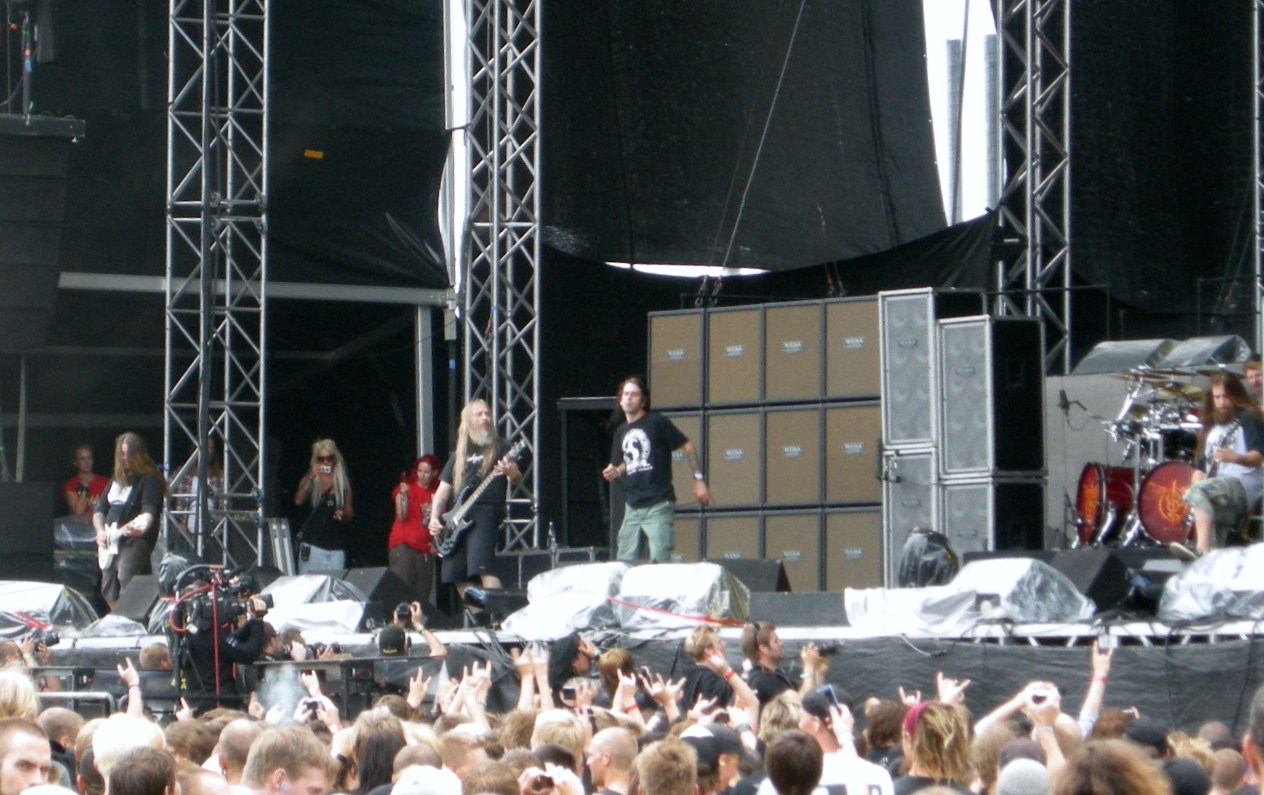
2009年，上帝羔羊在音球音樂節的表演。

2008年7月1日，發行兩片裝、時間達五小時的影像作品《與我同墜地獄》。內容有《與我同墜地獄》紀錄片、金屬聖典巡迴之旅的現場演唱片段、〈死鄉巴佬〉的音樂錄影帶和幕後花絮，以及2007年下載音樂節中在七萬多名觀眾前的完整演出。在紀錄片《與我同墜地獄》中，成員表示在創作新曲上，比起往年更加富有熱情。
2008年8月，樂團開始錄製新作品，預計在2009年2月發行，由製作過林普巴茲提特、艾薇兒、里歐娜、七級煉獄專輯的喬許·威爾伯擔任製作人。12月，開始擔任金屬製品吸引世界之旅的暖場樂團。與此同時，樂迷可以在樂團的官方網站上觀看上帝羔羊錄製新專輯的過程，成員在錄音室中架設了兩支網路攝影機。
2009年2月23日，由走鵑唱片在海外市場發行第六張專輯《怒犯天條》，2月24日由史詩唱片在美國國內發行。該專輯向樂團的老友麥基·布魯斯南致哀，他當年曾在賓夕法尼亞州費城協助過樂團舉行第一次演唱會，然而他卻在2008年11月被一名酒醉駕駛的司機撞死。克里斯·阿德勒說：「如果沒有麥基，我們今天可能不會是一支樂團」。他也說：「這張專輯會讓很多人感到驚喜，照理說，我們樂團的職業生涯中已經到了開始鬆懈的歲數，停下腳步、享受自己種下的玫瑰花香，慢慢回味。但是我們選擇了不同的路，沒人想聽到一支樂團在吹捧自己的新專輯，《怒犯天條》不需要炒作，我們已經超越了自己。2月24日那天，你就會明白我的意思」。《怒犯天條》登上告示牌二百強專輯榜第2名，美國首週銷量超過6萬8千張。
《怒犯天條》發行後廣獲好評，《洛杉磯時報》指出：「這支維吉尼亞樂團帶來比摩托頭更加昂首闊步的佳作，他們越發成熟，在巨大體育場的觀眾合唱中帶來一絲正義的邪氣」。美國多媒體評論網站《想像力遊戲網》評論道：「《怒犯天條》的亮點是樂團無所不在的技術實力。而蘭迪·布萊斯勇敢的肩負起重責大任，替樂團傳達出憤慨的宣言。雖然上帝羔羊不算是推動時代巨輪的開創者，但這是一張令人印象深刻的專輯，這意味著它應該被視為一個整體，一場富有凝聚力的聽覺饗宴。從當中許多微妙之處可以發現，上帝羔羊和其他美國金屬樂團所有的細微差別到底是什麼」。重金屬搖滾新聞網站「長舌網」也表示：「儘管葛萊美獎把獎座頒給金屬製品，專輯也在主流市場裡賣的嚇嚇叫，但上帝羔羊仍然是個狠角色。事實上，《怒犯天條》是一張很多人引頸期盼的作品，它並非流於商業形式的產品，而是一個從籠子裡放出來的無情野獸。自《夜的灰燼》之後，上帝羔羊便傲視樂壇了，因為他們震攝了我們所有人」。
樂團從2008年11月24日起便以家鄉里奇蒙為第一站，展開怒犯天條巡迴之旅，2009年2月6日展開歐洲、大洋洲、亞洲、拉丁美洲的行程，總計演出了275個場次，同時還成為歐洲各大音樂節的頭條樂團。2009年6月，《怒犯天條》獲得金屬之鎚金神獎「最佳年度專輯獎」。2010年11月，在巡迴行程的最後六天裡，驚異傳奇吉他手巴茲·麥格拉斯支援演出，因為馬克·莫頓的長子出生了。

### 《金屬魄力》與蘭迪·布萊斯遭拘捕（2010 - 2013年）
參見主條目：蘭迪·布萊斯過失致死案件

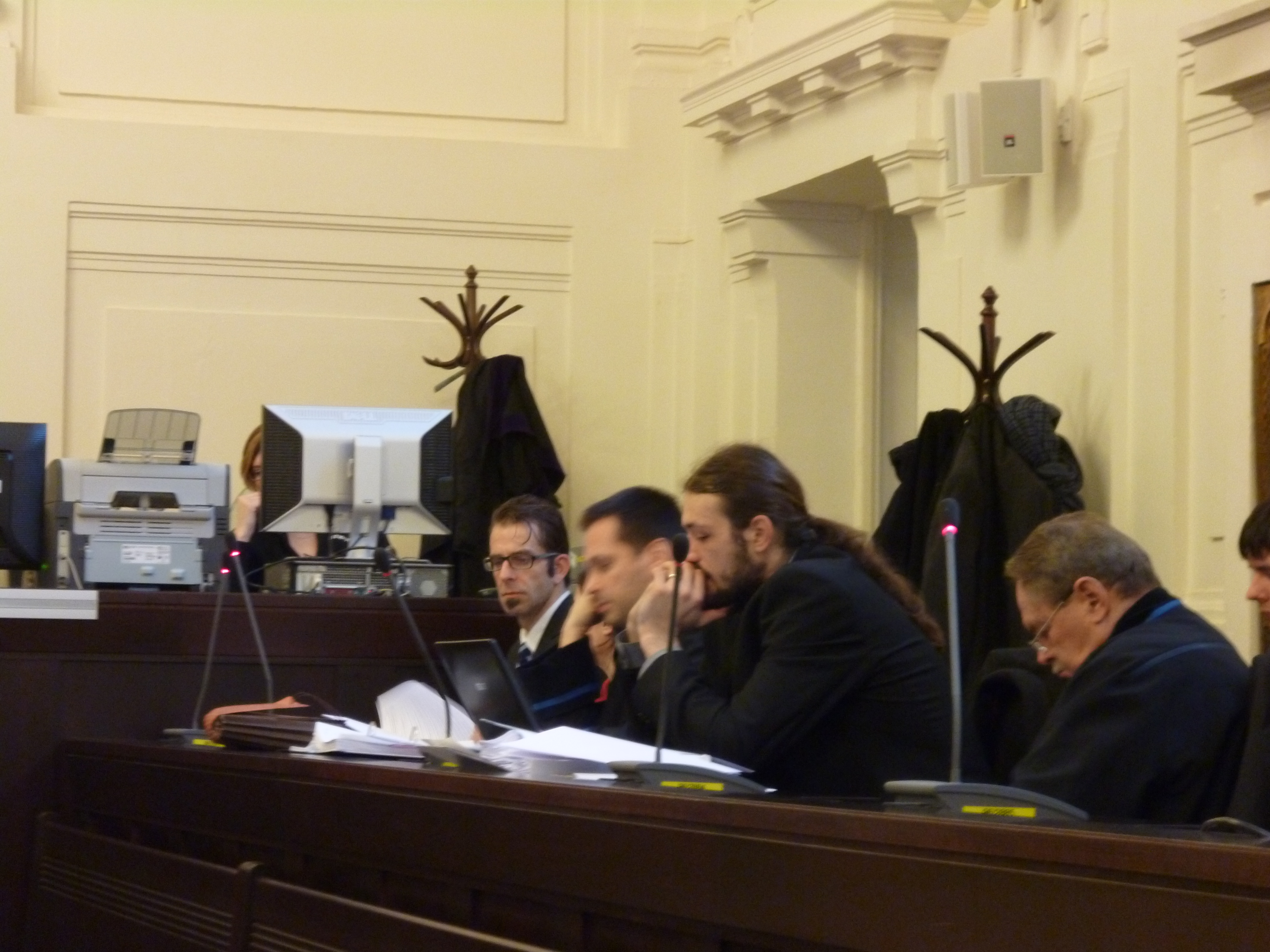
2013年，蘭迪·布萊斯與他的辯護律師團在捷克布拉格城市法院進行聽證會。

2010年4月17日，上帝羔羊首次到菲律賓演出。5月15日，參加在印度班加羅爾舉辦的夏日風暴音樂節。5月19日在土耳其伊斯坦堡表演。7月，擔任混亂音樂節頭條樂團，期間由埋葬和我之間的吉他手保羅·瓦格納支援電吉他的主奏。2010年6月，在下載音樂節的主舞台上演出，這是他們第三次出現在該節活動上。
2010年1月31日，樂團的〈你認輸吧〉獲得第52屆葛萊美獎「最佳金屬樂演奏獎」提名，不過最後敗給猶大祭司的〈黨同伐異〉。2011年2月13日，樂團的〈你的謊言〉獲得第53屆葛萊美獎「最佳金屬樂演奏獎」提名，不過最後敗給鐵娘子的〈黃金國〉。4月19日，美國多媒體評論網站《想像力遊戲網》發布〈碰壁〉的幕後花絮影片，這支單曲成為動作冒險遊戲《鋼鐵人2》中的音樂。
6月14日，樂團獲得金屬之鎚金神獎「最佳國際樂團獎」。2011年2月15日，樂團宣布〈碰壁〉將可以透過數位音樂下載購得。樂團另一首作品〈與我同墜地獄〉也在日本遊戲發行商萬代南夢宮娛樂的恐怖遊戲《鬼屋歷險》中出現。2010年底，樂團再度擔任金屬製品在澳大利亞巡演中的暖場嘉賓。
在2010年9月的採訪中，克里斯·阿德勒說提到，樂團預計於2011年2月進錄音室開始新專輯的工作。11月，克里斯補充說，他們會再次與製作人喬許·威爾伯合作。2012年1月24日，發行第七張專輯《金屬魄力》，登上告示牌二百強專輯榜第3名、告示牌搖滾專輯榜及告示牌硬式搖滾專輯榜第1名，美國首週銷量5萬2千張。2月，樂團再度登上澳洲的聲浪音樂節。6月10日，樂團在下載音樂節的主舞台演出。6月12日，樂團再度獲得金屬之鎚金神獎「最佳國際樂團獎」。
6月27日，樂團抵達捷克布拉格魯濟涅國際機場後，主唱蘭迪·布萊斯馬上就在機場裡遭到捷克警方逮捕。上帝羔羊原定6月28日在布拉格舉行的演唱會也被迫取消。布拉格城市法院指控蘭迪·布萊斯於2010年5月24日涉嫌造成一名樂迷丹尼爾·諾斯克在演唱會後死亡，根據捷克刑法第146條，他將被處以五至十年的監禁徒刑。同時死者家屬向他求償53萬美元。隨後他被關押在潘克拉克監獄達38天，直到8月2日才獲得保釋。捷克新聞網稱，上帝羔羊於2010年5月24日的布拉格表演會中，樂迷丹尼爾·諾斯克多次衝上舞台干擾演出，第三次衝上舞台後，蘭迪·布萊斯將他推下了舞台，樂迷頭部意外受到撞擊，在演唱會結束後死亡。
2012年11月30日，捷克首席檢察官辦公室以過失致死罪起訴蘭迪·布萊斯。審判從2013年2月4日開始，蘭迪·布萊斯接受採訪時說：「我不是那種會逃避責任的人，但我也不希望被栽贓任何自己沒做過的事」。槍與玫瑰吉他手史萊許向媒體表示：「我聽好多人提過那個捷克拘留所，那是一個獨特又奇怪的地方，當蘭迪第一次到拘留所之後，他付了保釋金但是拘留所就是不放人，他只能不斷付錢但始終無法出來，我只能說『那到底是什麼鬼地方？』」。
2013年3月5日，法院作出一審判決「蘭迪·布萊斯對丹尼爾·諾斯克的死亡不具任何責任，儘管他對此負有道德上的責任」。法院認為需負起最大責任的是活動發起人和現場安全人員。因此駁回了損害賠償要求，並宣判蘭迪·布萊斯無罪釋放。針對這起無預警逮捕和拘禁事件，金屬界受到不小的衝擊和焦慮，許多知名音樂家立即聲援蘭迪·布萊斯。黑色安息日的主唱奧齊·奧斯本與其妻莎朗·奧斯本除了呼籲外界援助他，也特別寫信給法官。超級殺手的主唱兼貝斯手湯姆．阿拉亞、騷動的主唱大衛·德拉曼、Gwar的主唱戴夫·布羅奇、滑結樂團主唱科瑞·泰勒皆表示支持蘭迪·布萊斯。
一名上帝羔羊樂迷在美國白宮官方網站上的「我們人民」系統中創建了請願書，在蘭迪·布萊斯遭關押38天後釋放時，該請願書已經累計將近三萬人連署。當時美國國務院也做出回應，表示正在密切關注案件審判的進展情況：「希望捷克政府能盡全力確保對布萊斯先生公平、透明和及時的審判，並保證能夠根據捷克法律及其福利充分保護他的合法權益」。樂團的家鄉里奇蒙也為他舉行守夜活動。原先由唐·阿格特執導的團隊，要為樂團拍攝關於樂迷的紀錄片，但由於這起突發逮捕事件，主題便改成側重在蘭迪·布萊斯的官司和其他心急如焚的樂團成員。後來錄製為紀錄片《燃燒殆盡》，於2014年2月發行。

### 沉寂與《狂飆突進》（2014年 - 至今）

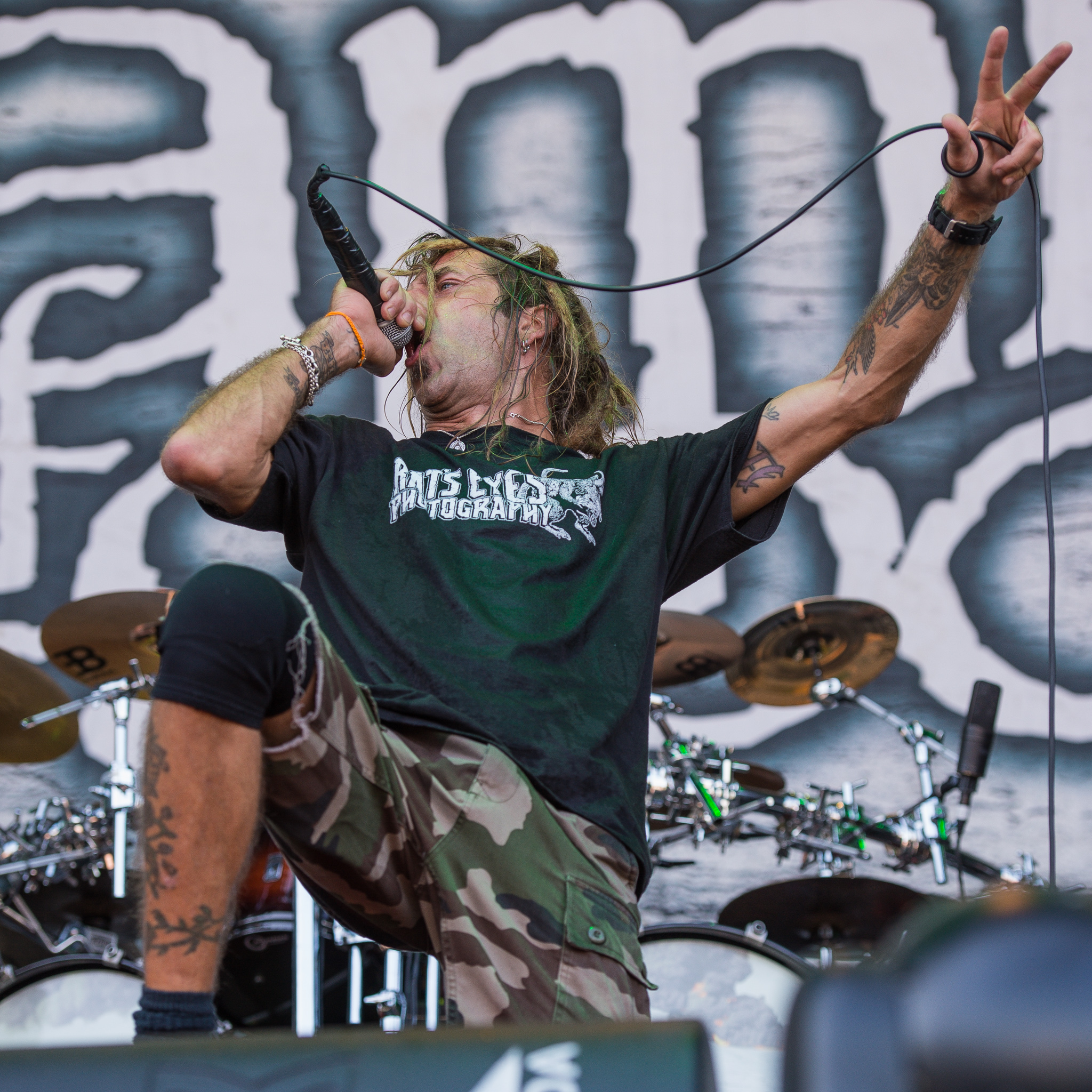
2015年，蘭迪·布萊斯在搖滾公園音樂節的表演。

儘管樂團成員聲明，上帝羔羊預計在2014年進入錄音室，開始錄製他們的第八張專輯，計劃在年底時完成。但是克里斯·阿德勒在接受《維吉尼亞領航報》採訪時表示，除了在蘭迪·布萊斯的審判期間，樂團付出了大量法律費用外，樂團也因此有很長一段時間無法舉行演出活動，意味著沒有新的收入，這最終耗盡了樂團的資金。2014年1月26日，蘭迪·布萊斯在社交網站Instagram上發佈了一張照片和聲明，表示他將會從上帝羔羊的活動中休息一下。樂團因此進入沉寂中斷的狀態，除了一些夏季音樂節的演出外幾乎沒有活動。
克里斯·阿德勒向媒體表示：「隨著時間的推移，從那次旅途（捷克拘禁事件）後一直到今天，我認為這股陰影依然存在，繼續以不同的方式對我們產生影響。不是因為無罪釋放或案子結束就沒事了，而是因為樂迷的死亡，因為事實上，這讓我們真正理解了一些事情。關於這場悲劇的發生，以及丹尼爾·諾斯克有沒有做錯事，要理清這些東西是非常困難的。我們希望上帝羔羊的樂迷能玩得開心，現在我們知道這個孩子生前經歷的最後一件事就是在我們的場子裡玩得很開心。...這真是艱難的時刻，我認為我們每個人都以不同的情緒面對這件事，但是，我可以看到它是如何耗盡大家的心神。所以，也許我們需要更多的時間來處理這種悲傷」。
在2014年9月的採訪中，蘭迪·布萊斯透露，他一直在花時間寫書，計劃在2015年初發行，以及新的上帝羔羊專輯，裡面會使用他被監禁時創作的歌詞。2015年7月24日，發行第八張專輯《狂飆突進》，登上告示牌二百強專輯榜第3名。蘭迪·布萊斯將他在捷克被關押時的感觸寫成這次的專輯新曲〈512〉，當時他在監獄中的囚犯號碼是512。他透露大部分時間都是待在地下室的地牢裡，令人不安的最黑暗之處，連太陽都看不到。他表示：「當你被關進監獄時，你的精神和情緒都會出現激裂轉變，你必須隨時武裝好自己，才能生存下去」。
2016年2月15日，〈512〉獲得第58屆葛萊美獎「最佳金屬樂演奏獎」提名，不過最後敗給古幽靈的〈魔鬼教會〉。6月12日，樂團獲得金屬之鎚金神獎「最佳現場樂團獎」。11月18日，發行迷你專輯《公爵》，這是樂團餞別因血癌辭世的忠實樂迷韋恩·福特。蘭迪·布萊斯表示：「我們希望死得有尊嚴，但不知道死亡何時來臨。韋恩給了我很大的啟示，因此我以他的角度寫了〈公爵〉這首歌」。此曲原先預定收錄在《狂飆突進》之中，但為了讓更多人注意到這首歌曲，因此獨立發行為迷你專輯。

## 音樂風格
上帝羔羊在2004年發行《夜的灰燼》之後 ，影響了許多美式金屬新浪潮中的其他樂團。樂團早期的曲風被定位為鞭擊金屬、死亡金屬、硬核龐克，或是輾核與蠱戮金屬的混合曲風。鞭擊金屬元素在《怒犯天條》與《金屬魄力》中是主要的音樂方向。有一些評論家則將他們歸類為金屬核。他們常讓音樂評論家聯想到開創美國南方金屬的蠱戮金屬樂團潘特拉。另一個會讓人聯想到潘特拉的是大隻佬樂團，他們與上帝羔羊都是來自美國南方（德州與維吉尼亞州），且具有高度影響力，是目前最重要的南方金屬樂團。樂團早期使用死腔的喉音唱腔，只有少數幾個字能夠辨認。此外，樂團也受到污泥金屬的影響。
2000年《美式新教》中，樂團使用雙撥片及雙踏演奏。2003年《燃燒聖殿》中，他們更加強調「令人印象深刻的即興重覆段」。2004年《夜的灰燼》中，他們使用更頻繁的吉他獨奏。2006年《金屬聖典》時，評論家認為樂團變得更技巧化，特別是主唱表現。並再次進行更加旋律化及吉他獨奏的實驗。然而，他們也被批評這些專輯裡的歌曲過於相像。在紀錄片《與我同墜地獄》中，約翰·坎貝爾說他們是個「演奏重金屬的龐克樂團」；克里斯·阿德勒則認為《金屬聖典》是一張速度金屬專輯，而《焚燒祭師》和早期的上帝羔羊作品則包括了鞭擊金屬、死亡金屬、硬核龐克和輾核。

## 獲獎與提名

### 葛萊美獎
| 年份   | 獲提名       | 獎項                     | 結果 |
| ------ | ------------ | ------------------------ | ---- |
| 2007年 | 〈死鄉巴佬〉 | 最佳金屬樂演奏獎         | 提名 |
| 2010年 | 〈你認輸吧〉 | 最佳金屬樂演奏獎         | 提名 |
| 2011年 | 〈你的謊言〉 | 最佳金屬樂演奏獎         | 提名 |
| 2013年 | 〈尋鬼漫步〉 | 最佳硬搖滾／金屬樂演奏獎 | 提名 |
| 2016年 | 〈512〉      | 最佳金屬樂演奏獎         | 提名 |

### 男性票選大獎
| 年份   | 獲提名   | 獎項           | 結果 |
| ------ | -------- | -------------- | ---- |
| 2007年 | 上帝羔羊 | 最有膽識的樂團 | 提名 |

### 左輪手槍金神獎
| 年份   | 獲提名   | 獎項           | 結果 |
| ------ | -------- | -------------- | ---- |
| 2010年 | 上帝羔羊 | 最佳現場樂團獎 | 提名 |

### 金屬之鎚金神獎
| 年份   | 獲提名       | 獎項           | 結果 |
| ------ | ------------ | -------------- | ---- |
| 2004年 | 上帝羔羊     | 最佳地下演出獎 | 提名 |
| 2007年 | 上帝羔羊     | 最佳現場演出獎 | 獲獎 |
| 2007年 | 上帝羔羊     | 最佳國際樂團獎 | 提名 |
| 2007年 | 《金屬聖典》 | 最佳年度專輯獎 | 提名 |
| 2007年 | 〈死鄉巴佬〉 | 最佳音樂影片獎 | 提名 |
| 2009年 | 上帝羔羊     | 最佳國際樂團獎 | 提名 |
| 2009年 | 《怒犯天條》 | 最佳年度專輯獎 | 獲獎 |
| 2010年 | 上帝羔羊     | 最佳國際樂團獎 | 獲獎 |
| 2012年 | 上帝羔羊     | 最佳國際樂團獎 | 獲獎 |
| 2016年 | 上帝羔羊     | 最佳現場樂團獎 | 獲獎 |

## 成員列表

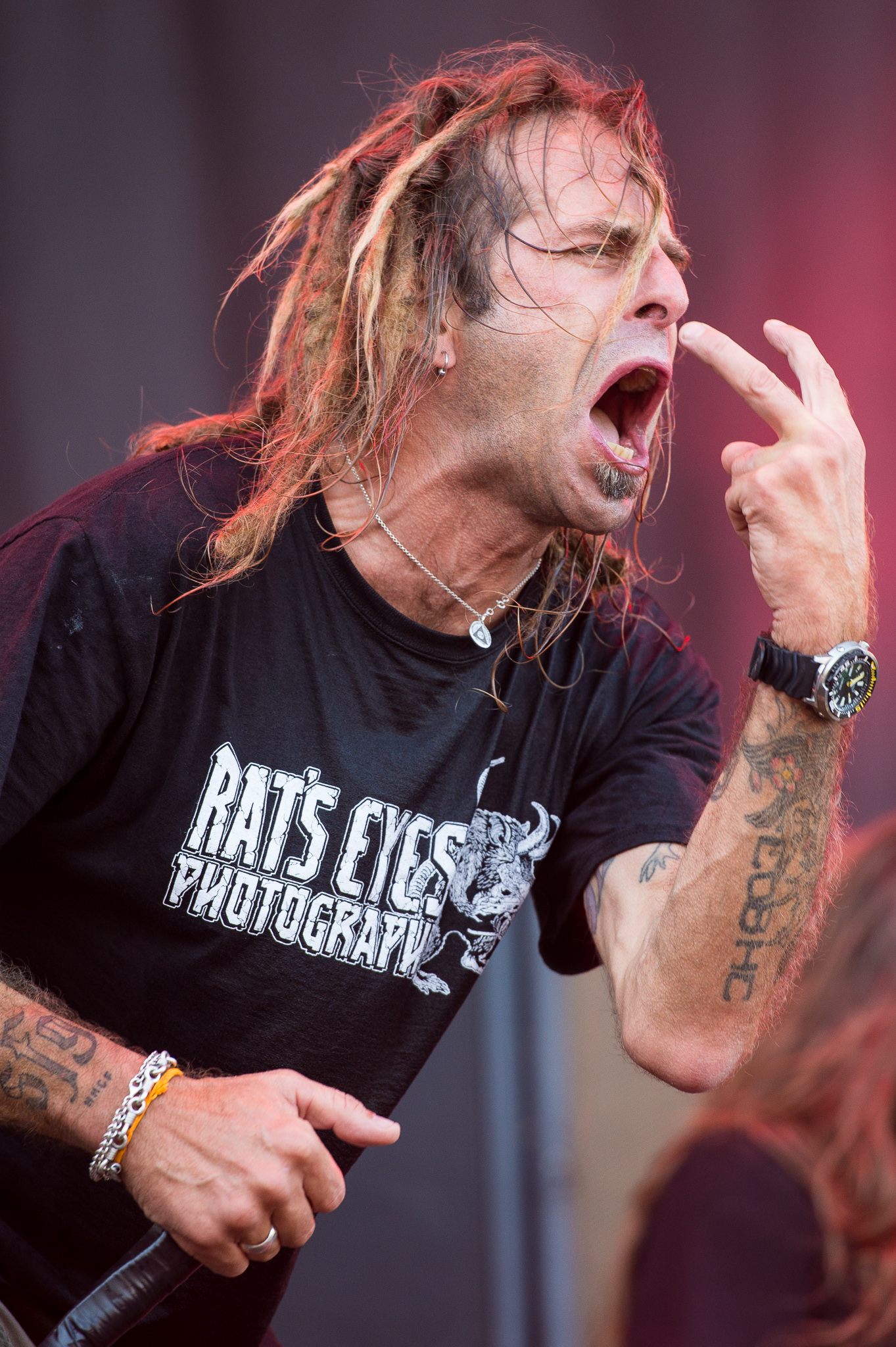
蘭迪·布萊斯
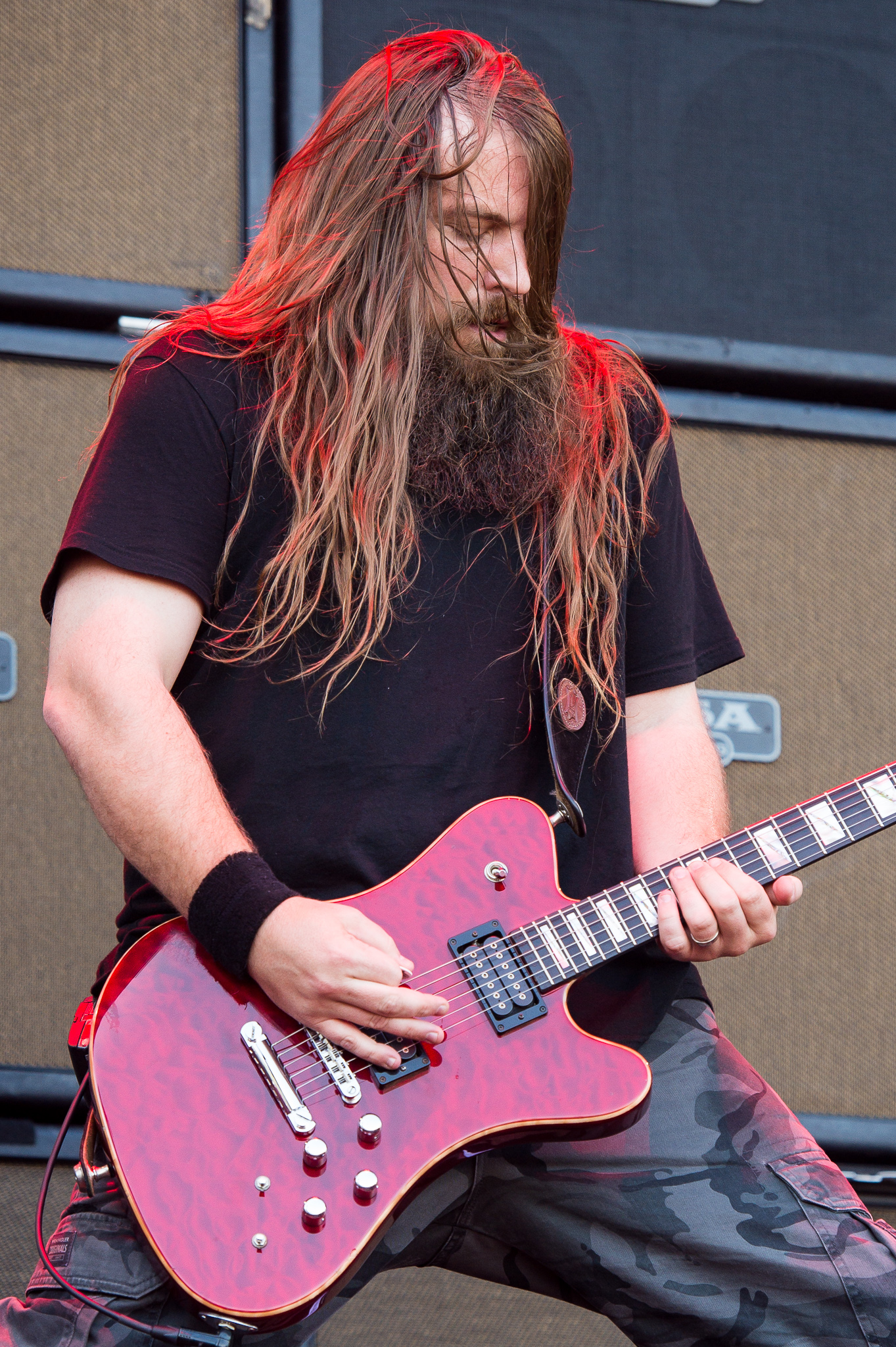
馬克·莫頓
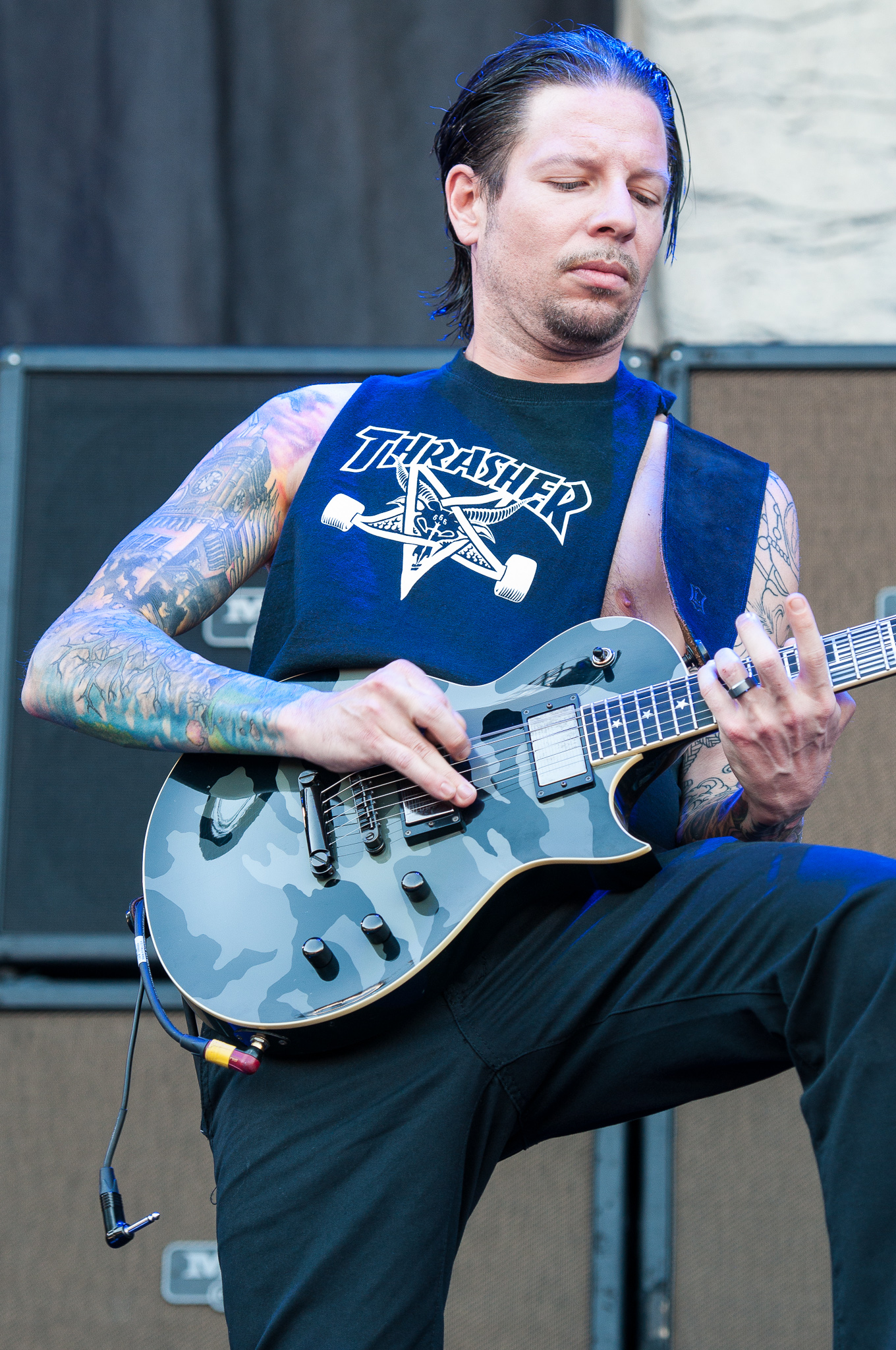
威利·阿德勒
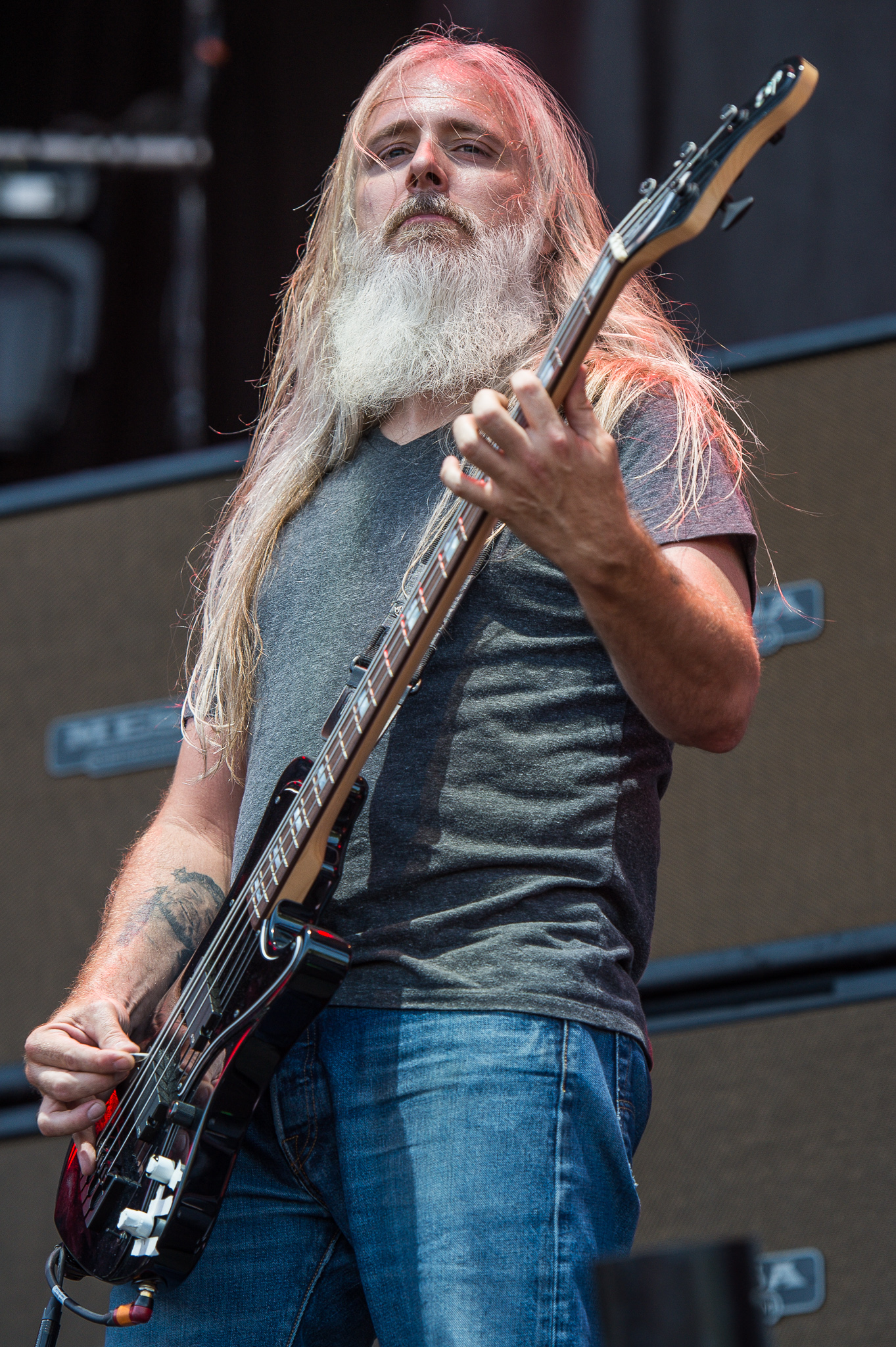
約翰·坎貝爾
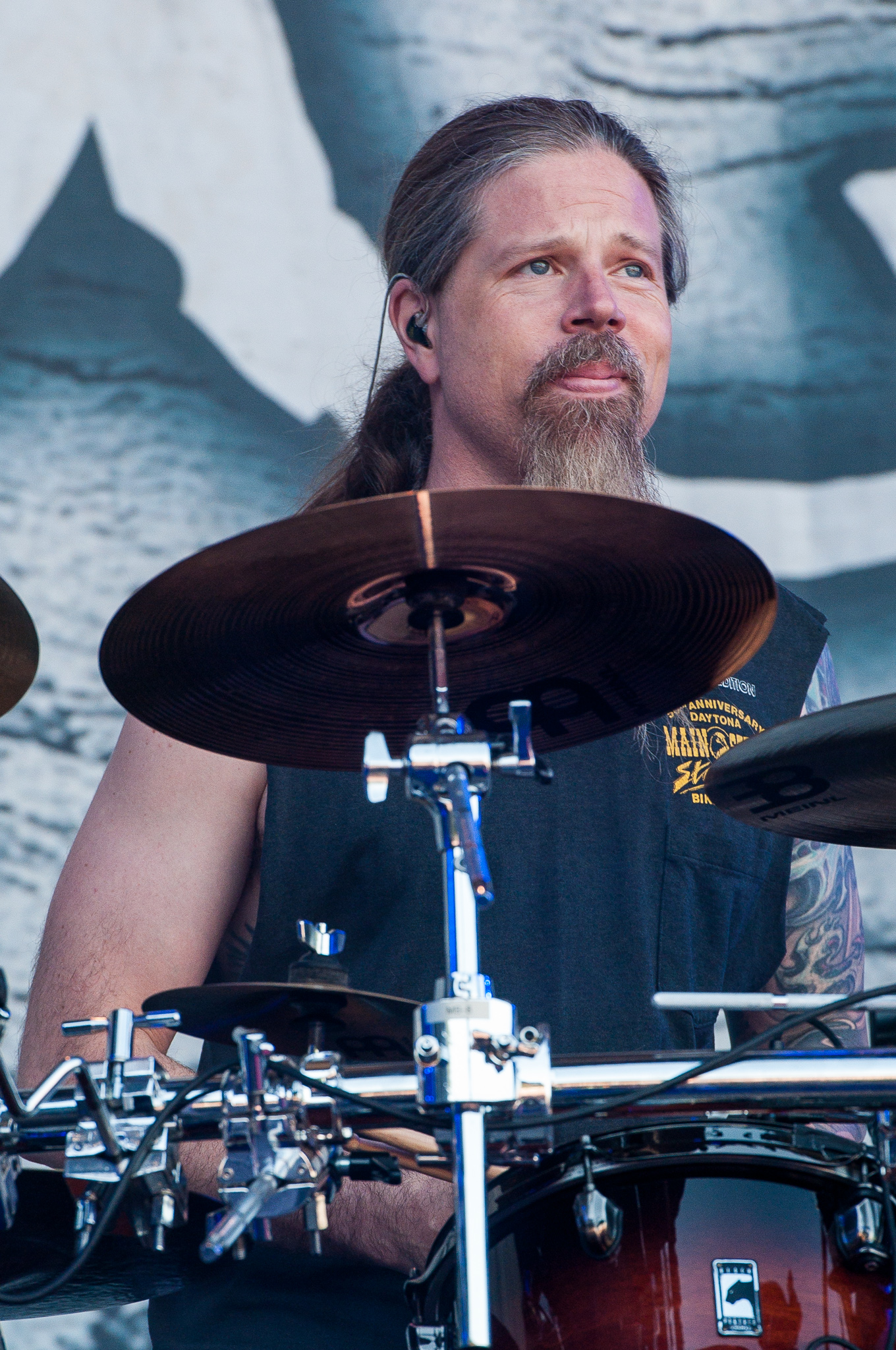
克里斯·阿德勒

| - 蘭迪·布萊斯 – 主唱（1995年 - 至今） - 馬克·莫頓 – 主奏吉他手（1994年，1997年 - 至今） - 威利·阿德勒 – 節奏吉他手（1999年 - 至今） - 約翰·坎貝爾 – 貝斯手（1994年 - 至今） - 克里斯·阿德勒 – 鼓手（1994年 - 至今） - 艾貝·史匹爾 – 節奏吉他手（1994 - 1999年）、主奏吉他手（1994 - 1997年） - 馬特·康納 – 節奏吉他手（1994年） | - 達克·寇約 – 主奏吉他手（2009年） - 巴茲·麥格拉斯 – 主奏吉他手（2009年） - 保羅·瓦格納 – 主奏吉他手（2010年） - 馬特·德維爾斯 – 貝斯手（2013年） |

## 作品
更詳細的列表請參見主條目：上帝羔羊唱片列表
| - 焚燒祭師（1999年4月4日） - 美式新教（2000年9月26日） - 燃燒聖殿（2003年5月6日） - 夜的灰燼（2004年8月31日） - 金屬聖典（2006年8月22日） - 怒犯天條（2009年2月23日） - 金屬魄力（2012年1月24日） - 狂飆突進（2015年7月24日） - 上帝羔羊樂團（2020年5月8日） - 预兆（2022年10月7日） - 猛爆現場（2005年12月13日） | - 恐怖與浩劫（2004年1月13日） - 猛爆現場特輯（2005年5月10日） - 與我同墜地獄（2008年7月1日） - 沙漏精選（2010年6月1日） - 公爵（2016年11月18日） - 與我同墜地獄（2008年7月1日） - 燃燒殆盡（2014年2月27日） |

## 外部連結
- 官方網站（页面存档备份，存于）
- 上帝羔羊的Facebook專頁
- 上帝羔羊的Instagram帳戶
- 上帝羔羊的MySpace主頁
- 上帝羔羊的X（前Twitter）
- 上帝羔羊官方Youtube頻道 （页面存档备份，存于）